# Pizza házhozszállítás (Spongyabob)
A Pizza házhozszállítás (eredeti cím: Pizza Delivery) a SpongyaBob Kockanadrág első évadának 5a epizódja, amelyet 1999. augusztus 14-én mutattak be Amerikában.

## Cselekmény
|  | Alább a cselekmény részletei következnek! |

Egyik este záróra után, a Rozsdás Rákolló tulajdonosa Rák úr egy telefon hívást kap, amiben egy vendég pizzát rendel és megkéri Tunyacsápot, hogy szállítsa azt házhoz. De az étterem pénztárosa nem szeretné kivinni a pizzát, ezért megkéri Rák úrat, nem-e testálhatnák át a feladatot Spongyabobra, ekkor azonban a főnök azt mondja, vigye magával őt is. Így tehát Spongyabob és Tunyacsáp az étterem első pizzafutárai.
Mivel Tunyacsápnak nincs kedve vezetni, Spongyabobra hárul a vezetés feladata, akinek viszont nincsen jogosítványa. Meg is jön a baj, amikor a kis szivacs hátramenetbe teszi a járművet, és az nagy sebességgel elkezd tolatni. Majd másnap reggel mikor kifogy a benzin a csónakból, megállnak a "semmi közepén". Spongyabob és Tunyacsáp innentől kénytelenek lesznek gyalog tovább menni. A jobb hangulat kedvéért Spongyabob elkezd énekelni egy dalt a Rozsdás Rákolló pizzájáról, ami a dal szerint ez a tengerfenék legfinomabb pizzája. Egyszer csak egy hatalmas szélvihar nehezíti hőseink útját, s amikor Spongyabob és Tunyacsáp meglát egy feléjük közeledő tornádót, a polip azt kiabálja, hogy a kis szivacs engedje el a dobozt, ami később az életüket menti meg, ugyanis miután kiszabadulnak a tornádó karjai közül, a pizza ejtőernyőként szolgál számukra. Spongyabob és Tunyacsáp sokat szenved az út során, korallokat esznek, az ellenkező irányba mennek, majd miután a szivacs talál egy hatalmas sziklát, felül rá és Tunya meglepetésére elindul a szikla, mintha csak egy csónak lenne az.
Tunyacsáp mindaddig nem hitt a szikla "erejében", míg az el nem vezette őket a megrendelő házáig. Sajnos, a két futár hosszú útja, nem kifizetődő, ugyanis a vásárló nem fogadta el a pizzát, mert nem hozták el neki a diétás algaszörpjét, amit akkor mondhatott a megrendelő, mikor már Rák úr letehette a telefonkagylót. Majd miután Spongyabob szomorúan odasétál Tunyacsáphoz, a szivacs elkezd sírni, ekkor elveszi tőle a pizzát, újra bekopog a megrendelő ajtaján és a képéhez vágja a dobozt. Így Spongyabobnak és Tunyacsápnak sikerült kézbesíteni a Rozsdás Rákolló első pizza rendelését.
|  | Itt a vége a cselekmény részletezésének! |

## Külső hivatkozások
- Az epizódról az IMDb-n